# Liste von sowjetischen Märchenfilmen
Diese Liste von sowjetischen Märchenfilmen listet sowjetische Märchenfilme nach Jahr. Ausgangspunkt für die Angabe von Filmtitel, Originaltitel, Premierenjahr und Regisseur der einzelnen Märchenfilme sind die Internet Movie Database und das Lexikon des internationalen Films. Da sich auch bei diesen Filmdatenbanken sowie Filmlexika die Angaben beispielsweise über das Entstehungsjahr um ein bis zwei Jahre widersprechen können, ist es sinnvoll, jeden Film in der Listung eindeutig zu charakterisieren durch Titel, Jahr und Regisseur. Bei widersprüchlichen Angaben sollten – soweit zugänglich – die Angaben des Filmabspanns in Originalsprache herangezogen werden.

## Sowjetische Märchenfilme
- 1937: Сказка о рыбаке и рыбке (Skaska o rybake i rybke) – Regie: Alexander Ptuschko, Vorlage: Alexander Puschkin, Märchen vom Fischer und dem Fischlein[1]
- 1938: Der Zauberfisch (По щучьему велению) – Regie: Alexander Rou, Vorlage: Russische Volksmärchen
- 1938: Руслан и Людмила (Ruslan i Ljudmila) – Regie: Iwan Nikittschenko und Wiktor Neweschin, Vorlage: Alexander Puschkin[2]
- 1938: Майская ночь (Maiskaja notsch) – Regie: Mikola Sadkowitsch, Vorlage: Mainacht oder Die Ertrunkene von Nikolai Gogol[3][4]
- 1939: Das goldene Schlüsselchen (Золотой ключик) – Regie: Alexander Ptuschko
- 1940: Die schöne Wassilissa (Василиса Прекрасная) – Regie: Alexander Rou, Vorlage: Volksmärchen Die Froschprinzessin
- 1941: Das Zauberkorn (Волшебное зерно) – Regie: Fjodor Filippow, Walentin Kadotschnikow
- 1941: Das Wunderpferdchen (Конек-Горбунок) – Regie: Alexander Rou
- 1943: Nasreddin in Buchara (Насреддин в Бухаре) – Regie: Jakow Protasanow, Nabi Ganijew, Roman Tichomirow; Vorlage: Der bezauberte Prinz von Leonid Solowjow[5]
- 1945: Der unsterbliche Kaschtschai (Кащей Бессмертный) – Regie: Alexander Rou, Vorlage: Koschtschei
- 1946: Die steinerne Blume (Каменный цветок) – Regie: Alexander Ptuschko, Vorlage: Die Truhe aus Malachit von Pawel Baschow
- 1946: Nasreddins Abenteuer (Похождения Насреддина) – Regie: Nabi Ganijew, Vorlage: Der bezauberte Prinz von Leonid Solowjow[6][7]
- 1947: Aschenbrödel (Золушка) – Regie: Michail Schapiro, Nadeschda Koschewerowa, Vorlage: Volksmärchen Aschenputtel
- 1947: Anait (Анаит) – Regie: Amo Iwanowitsch Bek-Nasarow, Vorlage: Armenisches Märchen[8][9]
- 1952: Mainacht (Майская ночь, или утопленница) – Regie: Alexander Rou, Vorlage: Mainacht oder Die Ertrunkene von Nikolai Gogol
- 1953: Lockendes Glück (DDR) / Sadkos Abenteuer (BRD) – (Садко) – Regie: Alexander Ptuschko, Vorlage: Sage Sadko
- 1955: Нестерка (Nesterka) – Regie: Aleksander Sarchi[10][11]
- 1955: Андриеш (Andrijesch) – Regie: Jakow Baseljan, Sergei Paradschanow, Vorlage: Emilian Bukow[12][13][14]
- 1956: Ilja Muromez (DDR) / Der Kampf um das Goldene Tor (BRD) (Илья Муромец) – Regie: Alexander Ptuschko, Vorlage: Ilja Muromez
- 1957: Der Zauberer aus der Flasche (Старик Хоттабыч) – Regie: Gennadi Kasanski
- 1958: Swesdny maltschik (Звездный мальчик) – Regie: Anatoli Dudorow, Jewgeni Silberstein, Vorlage: Oscar Wilde[15][16]
- 1958: Легенда о ледяном сердце (Legenda o ledjanom serdze) – Regie: Alexei Sacharow, Eldar Schengelaja, Vorlage: Kirgisisches Volksmärchen[17]
- 1958: Die Abenteuer des gestiefelten Katers (Новые похождения Кота в сапогах) – Regie: Alexander Rou, Vorlage: Der gestiefelte Kater von Charles Perrault und Die Liebe zu den drei Orangen von Carlo Gozzi
- 1959: Das Geheimnis der Festung (Bir qalanın sirri) – Regie: Alisettar Atakischijew, Vorlage: Aserbaidschanisches Märchen
- 1959: Nasreddin in Chodshent (Насреддин в Ходженте, или Очарованный принц) – Regie: Amo Bek-Nasarow, Erasm Karamjan, Vorlage: Der bezauberte Prinz von Leonid Solowjow[18]
- 1959: Das gestohlene Glück (Sampo) – Regie: Alexander Ptuschko, Vorlage: Gesänge der Kalevala
- 1960: Die verzauberte Marie (Marja-iskusniza) – Regie: Alexander Rou, Vorlage: Die verzauberte Marie von Jewgeni Schwarz
- 1960: Das fliegende Schiff (Летающий корабль) – Regie: Artur Woitezki, Michail Juferow, Vorlage: Ukrainische Heldensage
- 1961: Der Kristallpantoffel (Хрустальный башмачок) – Regie: Alexander Rou, Rostislaw Sacharow, Vorlage: Charles Perrault[19]
- 1961: Das purpurrote Segel (Алые паруса) – Regie: Alexander Ptuschko, Vorlage: Das Purpursegel von Alexander Grin
- 1961: Лесная песня (Lesnaja pesnja) – Regie: Viktor Itschenko, Vorlage: Lesja Ukrainka[20][21]
- 1962: Die Nacht vor Weihnachten (Вечера на хуторе близ Диканьки) – Regie: Alexander Rou, Vorlage: Die Nacht vor Weihnachten von Nikolai Gogol
- 1963: Каин XVIII (Kain XVIII) – Regie: Nadeschda Koschewerowa, Michail Schapiro[22][23]
- 1963: Im Königreich der Zauberspiegel (Королевство кривых зеркал) – Regie: Alexander Rou, Vorlage: Witali Gubarew
- 1964: Das Märchen von der verlorenen Zeit (Сказка о потерянном времени) – Regie: Alexander Ptuschko, Vorlage: Märchen von der verlorenen Zeit vom Jewgeni Schwarz
- 1964: Abenteuer im Zauberwald (Морозко) – Regie: Alexander Rou, Vorlage: Väterchen Frost, Der alte Steinpilz, Iwan der Bär u. a.
- 1964: Der Zaubermantel (Sehrli xalat) – Regie: Alisattar Atakischijew
- 1965: Ein gewöhnliches Wunder (Обыкновенное чудо) – Regie: Erast Garin, Khesya Lokshina, Vorlage: Jewgeni Schwarz[24][25]
- 1965: Das große Katzenmärchen (Большая кошачья сказка) – Regie: David Karasik, Vorlage: Karel Capek: Das große Katzenmärchen[26][27]
- 1966: Город мастеров (Gorod masterow) – Regie: Wladimir Bytschkow, Vorlage: Tamara Gabbe[28]
- 1966: Tibul besiegt die Dickwänste (Три толстяка) – Regie: Alexei Batalow, Iossif Schapiro, Vorlage: Juri Olescha
- 1966: Eine wunderbare Geschichte (DDR) / Eine wunderbare, ungewöhnliche Geschichte (BRD) (Удивительная история, похожая на сказку) – Regie: Boris Dolin, Vorlage: Hans Christian Andersen: Das hässliche junge Entlein[29]
- 1966: Der kleine Prinz (Маленький принц) - Regie: Arunas Zebriunas, Vorlage: Antoine de Saint-Exupéry[30][31]
- 1967: Das Märchen vom Zaren Saltan (Сказка о царе Салтане) – Regie: Alexander Ptuschko, Vorlage: Das Märchen vom Zaren Saltan von Alexander Puschkin
- 1967: Aladins Wunderlampe (Волшебная лампа Аладдина) – Regie: Boris Ryzarew, Vorlage: Tausendundeine Nacht
- 1967: Die 12 Gräber des Chodža Nasreddin (12 могил Ходжи Насреддина) – Regie: Klimenti Mints, Juri Charlamow, Konstantin Starostin[32][33]
- 1967: Die Schneekönigin (Снежная королева) – Regie: Gennadi Kasanski, Vorlage: Die Schneekönigin von Hans Christian Andersen
- 1967: Das heruntergekommene Königreich (Захудалое королевство) – Regie: Gleb Selyanin, Vorlage: Josef Lada: Der Wunderapfel[34][35]
- 1967: Das Märchen von Mitja und Maša, vom fröhlichen Schornsteinfeger und dem Meister Goldenes Händchen (Сказка о Мите и Маше, о Весёлом Трубочисте и Мастере Золотые Руки) – Regie: Gleb Selyanin, Vorlage: Veniamin Kaverin[36][37]
- 1967: Wi (Вий) - Regie: Konstantin Jerschow, Georgi Kropatschjow;, Vorlage: Nikolai Gogol[38][39][40]
- 1968: Ein uraltes Märchen (Старая, старая сказка) – Regie: Nadeschda Koschewerowa, Vorlage: Das Feuerzeug, Die Hirtin und der Schornsteinfeger, Der Reisekamerad und Der Schweinehirt von Hans Christian Andersen
- 1968: Feuer, Wasser und Posaunen (Огонь, вода и… медные трубы) – Regie: Alexander Rou, Vorlage: Russische Volksmärchen
- 1968: Kalif Storch (Калиф-Аист) – Regie: Viktor Khramov, Vorlage: Wilhelm Hauff: Die Geschichte von Kalif Storch[41]
- 1968: Der Abend vor dem Fest Iwan Kupala (Вечер накануне Ивана Купала) - Regie: Yuri Ilyenko, Vorlage: Nikolai Gogol[42][43]
- 1969: Schneeflöckchen / Snegurotschka (Снегурочка) – Regie: Pawel Kadotschnikow, Vorlage: Alexander Ostrowski[44]
- 1969: Um 13 Uhr nachts (В тринадцатом часу ночи) – Regie: Larisa Shepitko[45][46]
- 1970: Die schöne Warwara (Варвара-краса, длинная коса) – Regie: Alexander Rou, Vorlage: Der Meereszar und die allweise Wassilissa von Alexander Afanassjew
- 1970: Das Geheimnis des Zauberers (Король-олень) – Regie: Pawel Arsenow, Vorlage: Carlo Gozzi: König Hirsch[47][48]
- 1970: Ein Märchen über Märchen (Сказка сказок) – Regie: Igor Nikolajew, Vorlage: Die Hirtin und der Schornsteinfeger von Hans Christian Andersen[49]
- 1970: Das Märchen von den Zauberhölzchen (DDR) / Das Geheimnis der eisernen Tür (BRD) (Тайна железной двери) – Regie: Michail Jusowski[50]
- 1970: Zwerg Nase (Karlik Nos) – Regie: Galina Orlowa, Vorlage: Wilhelm Hauff[51]
- 1971: Frühlingsmärchen (Wessjonni Passkas) – Regie: Georgi Lapeto, Vorlage: Alexander Ostrowski, Motive des alten russischen Volksmärchens vom "Schneeflöckchen"[52]
- 1971: Ein Frühlingsmärchen (Wesennjaja skaska) – Regie: Juryj Zwjatkou, Vorlage: Alexander Ostrowski[53][54]
- 1971: Lada aus dem Land der Berendeer (Лада из страны берендеев) – Regie: Anatoli Bukowski[55][54]
- 1971: Тень (Ten) – Regie: Nadeschda Koschewerowa, Vorlage: Hans Christian Andersen[56]
- 1972: Der Wundervogel Semurg (Semurg) – Regie: Chabib Faisijew, Vorlage: Poem von Chamid Alimdshan
- 1972: Der schwarze Berg (Tschjornaja gora) – Regie: Alexander Sguridi, Vorlage: Khwaja Ahmad Abbas
- 1972: Ruslan und Ljudmila (Ruslan i Ljudmila) – Regie: Alexander Ptuschko, Vorlage: Alexander Puschkin[57]
- 1972: Die Zauberringe (Кольца Альманзора) – Regie: Igor Wosnesenski[58]
- 1972: Rustam-Trilogie (1) Die Rustam-Legende (Сказание о Рустаме) – Regie: Boris Kimjagarow, Vorlage: Abu l-Qasem-e Firdausi[59][60][61]
- 1973: Rustam-Trilogie (2) Die Schlacht im Tal der weißen Tulpen (Рустам и Сухраб) – Regie: Boris Kimyagarov, Vorlage: Abu l-Qasem-e Firdausi[62][60][63]
- 1973: Der Hirsch mit dem goldenen Geweih (Solotyje roga) – Regie: Alexander Rou, Wiktor Makarow
- 1973: Die Zwölf Monate (Двенадцать месяцев) – Regie: Anatoli Granik, Vorlage: Samuil Marschak
- 1973: Glück hat nur, wer das Unglück nicht fürchtet (Горя бояться — счастья не видать) – Regie: Wiktor Turow, Vorlage: Samuil Marschak[64][65]
- 1973: Die klugen Dinge (Умные вещи) – Regie: Anatoliy Granik, Vorlage: Samuil Marschak[66][67]
- 1974: Zarewitsch Proscha – Regie: Nadeschda Koschewerowa[68]
- 1974: Der Allerstärkste (Самый сильный) – Regie: Oleg Nikolayevsky[69]
- 1974: Die zwei Ahornbäume (Dwa klena) – Regie: Juri Dubrawin, Vorlage: Jewgeni Schwarz[70]
- 1974: Klein, aber keck (Мал, да удал) – Regie: Muchamed Sojunchanov, Vorlage: Volksmärchen von Jartygulak[71]
- 1975: Finist – Heller Falke (Финист – Ясный сокол) – Regie: Gennadi Wassiljew, Vorlage: Nikolai Schestakow
- 1975: Iwan und Marja (Иван да Марья) – Regie: Boris Ryzarew
- 1975: Der Geschmack von Halva (Вкус халвы) – Regie: Pavel Arsenov, Vorlage: Leonid Solowjow[72][73]
- 1975: Maschas und Witjas Neujahrsabenteuer (DDR), Die Neujahrsabenteuer von Maša und Vitja (Новогодние приключения Маши и Вити) – Regie: Gennadiy Kazanskiy, Igor Usov[74][75][76][77]
- 1975: Die Vogelmilch (Птичье молоко) – Regie: Nikoloz Sanishvili[78][79]
- 1976: Murads Zauberbuch (Волшебная книга Мурада) – Regie: Mukhamed Soyunkhanov[80][81]
- 1976: Ivanika und Simonika (Ivanika da Simonika) – Regie: Pavle Charkviani, Vorlage: Volksmärchen[82][83]
- 1976: Der tapfere Širak (Отважный Ширак) – Regie: Mukadas Makhmudov[84][85]
- 1976: Der Hirte Janka (Пастух Янка) – Regie: Yuri Tsvetkov[86][87]
- 1976: Der siebte Dschinn (Седьмой джин) – Regie: Muchtar Aga-Mirzaev[88]
- 1976: Die Abenteuer des Burattino (Приключения Буратино) – Regie: Leonid Netschajew
- 1976: Rustam-Trilogie (3) Die Tragödie von Siawusch (Сказание о Сиявуше) – Regie: Boris Kimyagarov, Vorlage: Abu l-Qasem-e Firdausi[89][60]
- 1976: Die schöne Wassilissa (DDR) / Die Hexe Akulina (BRD) (Весёлое волшебство) – Regie: Boris Ryzarew, Vorlage: Nina Gernet[90]
- 1976: Der blaue Vogel (Синяя птица) – Regie: George Cukor, Vorlage: L’oiseau bleu von Maurice Maeterlinck
- 1976: Die traurige Nixe (Русалочка) – Regie: Wladimir Bytschkow, Vorlage: Die kleine Meerjungfrau von Hans Christian Andersen
- 1976: Vom Wolf und den pfiffigen Geißlein (Мама) – Regie: Elisabeta Bostan, Vorlage: Volksmärchen[91]
- 1976: Rikki-Tikki-Tavi (Рикки-Тикки-Тави) - Regie: Aleksandr Zguridi[92][93]
- 1977: Rotkäppchen – einmal anders (DDR), Rotkäppchen und die lieben Wölfe (DDR) (Про Красную Шапочку) – Regie: Leonid Netschajew, Vorlage: Charles Perrault – Fortsetzung von Rotkäppchen[94][95]
- 1977: Die Pantoffeln mit den goldenen Schnallen (Туфли с золотыми пряжками) – Regie: Georgi Jungwald-Chilkewitsch[96][97]
- 1977: Till Ulenspiegel (Легенда о Тиле) – Regie: Alexander Alow, Wladimir Naumow, Vorlage: Till Eulenspiegel[98]
- 1977: Die Zauberringe des Almansor / Die Zauberringe (Кольца Альманзора) – Regie: Igor Wosnessenski, Vorlage: Tamara Gabbe[99][100]
- 1977: Die Sage vom tapferen Recken/Der tapfere Recke Fet-Frumos (Сказание о храбром витязе Фэт-Фрумосе) – Regie: Wlad Jowize, Vorlage: Moldawische (rumänische) Volksmärchen von Făt-Frumos[101][102]
- 1977: Die Prinzessin auf der Erbse / Prinzessin gesucht (Принцесса на горошине) – Regie: Boris Ryzarew, Vorlage: Die Prinzessin auf der Erbse von Hans Christian Andersen
- 1977: Oljas Abenteuer mit dem Hausgeist (Деревня Утка) – Regie: Boris Bunejew
- 1977: Der diebische König (Пока бьют часы) – Regie: Gennadi Wassiljew, Vorlage: Sofya Prokofyeva[103]
- 1977: Stepans Vermächtnis (Степанова памятка) – Regie: Konstantin Jerschow, Vorlage: Die Truhe aus Malachit von Pawel Baschow
- 1977: Wie der dumme Iwanuschka das Wunder suchte (Как Иванушка-дурачок за чудом ходил) – Regie: Nadeschda Koschewerowa
- 1978: Nasreddins erste Liebe (Первая любовь Насреддина) – Regie: Anvar Turaev, Vorlage: Timur Zulfikarov[104][105]
- 1978: Das heruntergekommene Königreich (Захудалое королевство) – Regie: Gleb Selyanin, Vorlage: Josef Lada: Der Wunderapfel[106][107]
- 1978: Einfach ein Märchen (Сказка как сказка) – Regie: Oleh Biyma[108][109]
- 1978: Meine Liebe – meine Trauer (Любовь моя, печаль моя) – Regie: Ashdar Ibragimow, Vorlage: Nazim Hikmet: Legende von der Liebe[110][111]
- 1978: Eine choresmische Legende (Хорезмийская легенда) – Regie: Juri Steptschuk[112][113]
- 1978: Garib im Lande der Dshinn (Qərib Cinlər Diyarında) – Regie: Alisettar Atakischijew
- 1978: Die feuerrote Blume (Аленький цветочек) – Regie: Irina Powolozkaja, Vorlage: Volksmärchen Die Schöne und das Tier[114]
- 1979: Von der schönen Zarentochter und den sieben Recken / Herbstglocken (Осенние колокола) – Regie: Wladimir Gorikker, Vorlage: Alexander Puschkin
- 1979: Das Geschenk des schwarzen Zauberers (Подарок чёрного колдуна) – Regie: Boris Ryzarew
- 1979: Der Gaukler und das Mädchen (Возьми меня с собой) – Regie: Boris Ryzarew[115]
- 1979: Ein gewöhnliches Wunder (Обыкновенное чудо) – Regie: Mark Zakharov, Vorlage: Jewgeni Schwarz[116]
- 1979: Die neuen Abenteuer von Kapitän Vrungel (Новые приключения капитана Врунгеля) - Regie: Gennadiy Vasilev[117][118]
- 1980: Die Irrlichter (Блуждающие огоньки) – Regie: Gytis Luksas, Vorlage: Hans Christian Andersen[119][120]
- 1980: Die neuen Abenteuer von Ameise und Floh (Новые приключения муравья и блохи) – Regie: Kote Surmava, Vorlage: Volksmärchen[121][122]
- 1980: Ali Baba und die 40 Räuber (Приключения Али-Бабы и сорока разбойников) – Regie: Latif Faisijew, Umesh Mehra
- 1980: Die Nachtigall (Соловей) – Regie: Nadeschda Koschewerowa, Vorlage: Des Kaisers neue Kleider u. a. von Hans Christian Andersen
- 1980: Die Eisfee (Ледяная внучка) – Regie: Boris Ryzarew, Vorlage: Russisches Volksmärchen[123]
- 1981: Andrej und der böse Zauberer (Андрей и злой чародей) – Regie: Gennadiy Kharlan[124]
- 1981: Der Reiter auf dem goldenen Pferd (Всадник на золотом коне) – Regie: Wassili Schurawljow, Vorlage: Baschkirische Sagen
- 1981: Märchen in der Nacht erzählt (DDR) / Die Märchen der Nacht (BRD) (Сказка, рассказанная ночью) – Regie: Irma Rausch, Vorlage: Das kalte Herz und Das Wirtshaus im Spessart von Wilhelm Hauff
- 1981: Das Lied von der Waldfee (Лесная песня. Мавка) – Regie: Yuri Ilyenko, Vorlage: Lesya Ukrainka[125][126]
- 1981: Akmal, der Drache und die Prinzessin (Акмаль, дракон и принцесса) – Regie: Juri Steptschuk[127]
- 1981: Das schwarze Huhn oder Die unterirdischen Bewohner / Das schwarze Huhn (Чёрная курица, или Подземные жители) – Regie: Viktor Gres[128][129]
- 1981: Das Teufelchen (Чертёнок) – Regie: Helle Karis, Vorlage: Oskar Luts: Der gehörnte Junge[130][131]
- 1981: Das verklungene Lied (О тебе) - Regie: Rodion Nachapetow[132][133][134]
- 1982: Assol (Ассоль) – Regie: Boris Stepanzew, Vorlage: Das Purpursegel von Alexander Grin[135]
- 1982: Lass den Kopf nicht hängen (Гляди веселей) – Regie: Marat Aripow, Vorlage: Der bezauberte Prinz von Leonid Solowjow[136][137]
- 1982: Regenbogen der sieben Hoffnungen / Der Prinz und der Töpfer (Радуга семи надежд) – Regie: Chabib Faisijew, Vorlage: Usbekisches Märchen
- 1982: Abenteuer mit der Tarnkappe (Там, на неведомых дорожках…) – Regie: Michail Jusowski, Vorlage: Eduard Uspenski
- 1982: Die Prinzessin mit der Eselshaut (Ослиная шкура) – Regie: Nadeschda Koschewerowa, Vorlage: Eselshaut von Charles Perrault
- 1982: Die drei Ohrfeigen (Три оплеухи) – Regie: Elguja Jgenti, Vorlage: Georgisches Volksmärchen[138][139]
- 1982: Der Tropfen Honig (Капля меда) – Regie: Henrik Malyan, Vorlage: Hovhannes Tumanyan[140][141]
- 1982: Der Soldat und die Schlange (Солдат и змея) – Regie: Antonina Zinoveva[142][143]
- 1982: Doktorská pohádka – Regie: Libuše Koutná[144]
- 1982: Märchen vom alten Arbat (Сказки... сказки... сказки старого Арбата) - Regie: Savva Kulish[145][146]
- 1983: Ali-Baba und die 40 Räuber (Али-Баба и сорок разбойников) – Regie: Oleg Ryabokon, Vorlage: Tausendundeine Nacht[147]
- 1983: Die verzauberte Nacht (Волшебная ночь) – Regie: Temuri Palavandishvili[148][149]
- 1983: Akmaľs neue Abenteuer (Новые приключения Акмаля) – Regie: Juri Steptschuk[150][151]
- 1983: Die Ringe aus Zinn (Оловянные кольца) – Regie: Gleb Seljanin, Vorlage: Tamara Gabbe[152]
- 1983: Die Abenteuer des kleinen Muck (Приключения маленького Мука) – Regie: Yelizaveta Kimyagarova, Vorlage: Wilhelm Hauff: Der kleine Muck[153]
- 1983: Kühne Recken von Nowgorod (Василий Буслаев) – Regie: Gennadi Wassiljew
- 1983: Das Märchen einer Wanderung (DDR) / Eine phantastische Geschichte (BRD) / Das Märchen von der großen Reise (Сказка странствий) – Regie: Alexander Mitta
- 1984: Verkehrte Welt (Небывальщина) – Regie: Sergei Owtscharow[154][155]
- 1984: Der Lehrling des Medicus (Ученик лекаря) – Regie: Boris Ryzarew, Vorlage: Volksmärchen vom neidischen Arzt
- 1984: Der neunte Sohn des Hirten (Бойся, враг, девятого сына) – Regie: Wiktor Pussurmanow, Wiktor Tschuganow, Vorlage: Kasachisches Volksmärchen
- 1984: Das Märchen vom Sternenknaben (Сказка о звездном мальчике) – Regie: Leonid Netschajew, Vorlage: Oscar Wilde[156][157]
- 1984: Ivanko und Zar Poganin (Иванко и царь Поганин) – Regie: Boris Nebieridze[158][159]
- 1984: Осенний подарок фей (Osenni podarok fei) – Regie: Wladimir Bytschkow, Vorlage: Hans Christian Andersen: Die Galoschen des Glücks[160][161]
- 1984: Weiße Rose der Unsterblichkeit (Белая роза бессмертия) – Regie: Nana Mchedlidse[162][163]
- 1984: Legende von der Liebe (Легенда о любви) – Regie: Kanwal Biala, Latif Faiziyev, Umesh Mehra, Vorlage: Indisches Volksmärchen[164][165]
- 1985: Die Legende der Festung Suram (Легенда о Сурамской крепости) – Regie: Sergei Parajanov, Dodo Abashidze, Vorlage: Daniel Chonqadze, georgisches Volksmärchens[166]
- 1985: Das Märchen vom alten Zauberer (Сказки старого волшебника) – Regie: Natalya Zbandut, Vorlage: Charles Perrault: Die schlafende Schöne im Walde (Dornröschen)[167]
- 1985: Bambi (Детство Бемби) – Regie: Natalya Bondarchuk[168][169][170]
- 1985: Eine Nacht mit Scheherezade (И ещё одна ночь Шахерезады) – Regie: Tachir Sabirow, Vorlage: Tausendundeine Nacht
- 1985: Karolinas Silberfaden (Серебряная пряжа Каролины) – Regie: Helle Karis[171][172]
- 1985: Vom Kater… (Про кота…) – Regie: Stanislav Chekin, Vorlage: Charles Perrault: Meister Kater oder Der gestiefelte Kater[173]
- 1985: Das Sternbild der Liebe (Созвездие любви) – Regie: Zinoviy Royzman[174][175]
- 1986: Ein Kuckucksei am Zarenhof (DDR) / Am Sankt-Nimmerleinstag (BRD) (После дождичка в четверг) – Regie: Michail Jusowski, Vorlage: Alexander Ostrowski
- 1986: Das Märchen vom Däumling (Sprīdītis) – Regie: Gunars Piesis, Vorlage: Anna Brigadere
- 1986: Die roten Schuhe (Красные башмачки) – Regie: Boris Nebieridze[176][177]…
- 1986: Das bucklige Pferdchen (Konek-Gorbunok) – Regie: Boris Geršt, Vorlage: Pjotr Pawlowitsch Jerschow[178]
- 1986: Das Geheimnis der Schneekönigin. Märchen über ein Märchen (Тайна Снежной королевы) – Regie: Nikolay Aleksandrovich, Vorlage: Hans Christian Andersen: Die Schneekönigin[179]
- 1987: Der Linkshänder (Левша) – Regie: Sergei Owtscharow, Vorlage: Nikolai Leskow[180][178]
- 1987: Mio, mein Mio (Мио, мой Мио) – Regie: Vladimir Grammatikov, Vorlage: Astrid Lindgren[181]
- 1987: Auf der goldenen Treppe saßen … (На златом крыльце сидели) – Regie: Boris Ryzarew
- 1987: Das Märchen vom verliebten Maler (Сказка про влюбленного маляра) – Regie: Nadeschda Koschewerowa[182]
- 1987: Das Märchen von der schönen Aissulu (Сказка о прекрасной Айсулу) – Regie: Viktor Chugunov, Rustem Tazhibayev[183][184][185]
- 1987: Trugbilder der Liebe (Миражи любви) – Regie: Tolomush Okeev[186]
- 1987: Die elf Schwäne (Дикие Лебеди) – Regie: Helle Karis, Vorlage: Die wilden Schwäne von Hans Christian Andersen
- 1987: Die neuen Märchen von Scheherezade (Новые сказки Шахерезады) – Regie: Tachir Sabirow, Vorlage: Tausendundeine Nacht
- 1987: Die lila Kugel (Лиловый шар) – Regie: Pawel Arsenow, Vorlage: Kir Bulytschjow[187][188]
- 1987: Sie hat einen Besen, er einen schwarzen Hut…(Она с метлой, он в черной шляпе) – Regie: Vitali Makarov[189]
- 1987: Bambi's Jugend (Юность Бемби) - Regie: Natalya Bondarchuk[190]
- 1987: Piter Pen (Питер Пэн) - Regie: Leonid Netschajew, Vorlage: J.M. Barrie[191]
- 1988: Das Märchen von den Zauberperlen (Сказка о волшебном бисере) – Regie: Ilmurad Bekmiyev[192][193][194]
- 1988: Den Drachen töten, Tod dem Drachen (Убить дракона) – Regie: Mark Zakharov, Vorlage: Jewgeni Schwarz[195]
- 1988: Kerib, der Spielmann (Ашик-Кериб) – Regie: Sergei Paradschanow, Dawid (Dodo) Abaschidse
- 1988: Zu Hilfe, Brüder! (На помощь, братцы!) – Regie: Ivan Vasilev[196][197]
- 1988: Die Lichtung der Märchen (Поляна сказок) – Regie: Leonid Gorowez, Nikolay Sasejew-Rudenko, Vorlage: Kir Bulytschjow[198][199]
- 1988: Arslans Abenteuer (Приключения Арслана) – Regie: Georgi Bzarov[200][201]
- 1988: Eins, zwei – da ist doch nichts dabei! (Раз, два – горе не беда!) – Regie: Mikhail Yuzovsky[202][203]
- 1988: Eine phantastische Geschichte (Фантастическая история) – Regie: Nikolai Ilyinsky[204][205]
- 1988: Scheherezades letzte Nacht (Последняя ночь Шахерезады) – Regie: Tachir Sabirow, Vorlage: Tausendundeine Nacht
- 1989: Die Rückkehr des Chodža Nasreddin (Возвращение Ходжи Насреддина) – Regie: Rein Liblic, Anna Bekker, Vorlage: Timur Zulfikarov[206][207]
- 1989: Geh nicht… (Не покидай…) – Regie: Leonid Nechaev, Vorlage: Georgi Polonsky[208][209]
- 1989: Die bösen Mächte (Нечистая сила) – Regie: Ernest Yasan[210][211]